# Julius Hanak
Julius Alfred Hanak (* 8. Mai 1933 in Treffen, Kärnten; † 18. Dezember 2019 in Salzburg) war ein österreichischer Theologe, Militärsuperintendent des Österreichischen Bundesheeres und in der Schubhaftseelsorge tätig.

## Leben

### Herkunft
Julius Hanak wurde am 8. Mai 1933 in Treffen bei Villach geboren, 1934 übersiedelte seine Familie jedoch nach Wien. Hier besuchte er die Volksschule und die Mittelschule, deren Besuch er ab 1945 wieder in Treffen fortsetzte. 1951 erlangte er die Matura.

### Studium und Ausbildung
Im Wintersemester 1951/52 inskribierte er an der Evangelisch-Theologischen Fakultät in Wien. Nach dem Studienabschluss wurde er 1957 Lehrvikar in Bruck an der Mur. Von hier wechselte er am 1. September 1958 als Predigtamtskandidat in die Pfarrgemeinde Kufstein. Weitere Stationen als Predigtamtskandidat waren die Gemeinden Stainach-Irdning und  Naßwald.
Im Anschluss daran gab der Evangelische Oberkirchenrat Hanak zur Übernahme in die Militärseelsorge frei. Nachdem er seine Amtsprüfung mit „Sehr gut“ bestanden hatte, wurde er am 7. Februar 1960 durch Bischof Gerhard May und mit Beistand des Dozenten an der Evangelisch-Theologischen Fakultät in Wien Wilhelm Dantine und Vikar Alfred Boll in der Lutherischen Stadtkirche in Wien ins geistliche Amt ordiniert. Schon in seiner Jugend entwickelte sich Hanaks Liebe zum Sport, im Besonderen zum Bergsteigen. Als Student wurde er Mitglied im Österreichischen Alpenverein und beim Wiener Akademischen Turnverein. Seit 1959 war Julius Hanak mit Ilse Hanak verheiratet; sie hatten zwei Töchter und zwei Söhne.

### Militärseelsorge in Salzburg
Julius Hanak begann seine Laufbahn am 1. Oktober 1959 bei der Militärseelsorge in Salzburg als Evangelischer Militärpfarrer beim Gruppenkommando III mit dem Dienstgrad Militärkaplan; am 1. September 1969 wurde er in ein beamtetes Dienstverhältnis aufgenommen. Er blieb auch in Salzburg, als das Gruppenkommando III mit Jahreswechsel 1973/74 in das Korpskommando II umgegliedert wurde. Zu seinem Seelsorgebereich gehörte neben den militärischen Einrichtungen im Bundesland Salzburg auch jene in Tirol und Vorarlberg. Am 1. Jänner 1964 wurde Hanak zum Militärkurat befördert, mit 1. Jänner 1968 zum Militäroberkurat, mit 1. Juli 1973 zum Militäroberpfarrer und am 1. Jänner 1978 zum Militärdekan.
Als begeisterter Bergsteiger absolvierte Hanak von 1960 bis 1962 die sehr fordernde Ausbildung zum Heeresbergführer und vervollkommnete sie laufend; 1964 nahm er auch (außerhalb des Bundesheeres) an einer Spitzbergenexpediton teil. Noch als Militärsuperintendent begleitete er immer wieder Truppen oder Militärakademiker der Theresianischen Militärakademie (Wiener Neustadt) im Gebirge und pflegte noch im Ruhestand den Kontakt mit Heeresbergführern.
Zur theologischen Fundierung der Militärseelsorge gehörte auch die intensive Beschäftigung mit ihrer Geschichte, die als Dissertationsthema an der Evangelisch-Theologischen Fakultät der Universität Wien bei Wilhelm Kühnert unter dem Titel Die evangelische Militärseelsorge im alten Österreich unter besonderer Berücksichtigung ihrer Eingliederung in den kirchlichen Verband angenommen wurde. Dabei ging es Hanak programmatisch darum, die Militärseelsorge als Teil des gesamtkirchlichen Organismus darzustellen. Seine Promotion zum Doktor der Theologie fand am 26. Jänner 1971 statt.
Mehrfach war er in der Seelsorge an Spitzensportlern engagiert. So begleitete er insgesamt acht Mal das österreichische Olympiateam.

### Militärsuperintendent
Mit 1. September 1980 wurde Julius Hanak als Militärsuperintendent der Leitende Geistliche der Evangelischen Militärseelsorge und Leiter der Evangelischen Militärsuperintendentur in Wien. Seine Amtseinführung fand am 28. September 1980 durch Bischof Oskar Sakrausky in der Lutherischen Stadtkirche in Wien statt. Er nahm diese Funktion bis zu seiner Ruhestandsversetzung am 31. Dezember 1998 war.
Die Zeit seiner geistlichen Leitung der Evangelischen Militärseelsorge fiel „in der Zeit des größten Wandels in Europa in den letzten 70 Jahren, als die Blöcke zerbrachen, neuer Frieden, aber genauso neue Konflikte entstanden und sich daher gravierende Änderungen in Organisation und Aufgabenstellung des Bundesheeres ergaben“. Hanaks Name steht für die systematische Ausgestaltung der Militärseelsorge unter den Bedingungen des endenden Kalten Krieges wie auch der Transformation der Staaten des Ostblocks in die demokratische Staatengemeinschaft; ein Prozess, der nicht unwesentlich sowohl den militärischen als auch den kirchliche Bereich betraf. Dazu gehörten nicht nur Fragen der Menschenrechte, des Widerstandes gegen den Nationalsozialismus oder der Ausgestaltung eines Zivildienstes, die im Österreichischen Bundesheer durchaus ambivalent diskutiert wurden, sondern auch die systematische Erfassung der Bedingungen eines Auslandseinsatzes in einem multireligiösen Umfeld. Im Zuge dessen trat Julius Hanak auch für die Einführung des Zivildienstes sowie – nach dessen Einführung – für die Abschaffung der „Gewissensprüfung“ als Voraussetzung des Zivildienstes ein. Eine seiner ersten Aufgaben, die dem Geist einer modernen Militärseelsorge entsprechen sollten, war der Aufbau der 1980 gegründeten „Arbeitsgemeinschaft Evangelischer Soldaten im Bundesheer (AGES)“. Julius Hanak erkannte sehr bald die neuen Möglichkeiten einer internationalen Zusammenarbeit, die sich durch den Zerfall der bipolaren Weltordnung ergaben. Nicht zuletzt bei seinen zahlreichen Auslandsaufenthalten hatte er auch diesbezüglich persönliche Erfahrungen sammeln können. So führten ihn seine Seelsorge- und Truppenbesuche bei den UN-Truppen zwölf Mal nach Zypern, zweimal nach Ägypten, 13 Mal nach Syrien, und zwei Mal nach Bosnien; in einer Dauer von jeweils bis zu einem Monat.
Ab dem Ende der 1980er Jahre brachte sich Hanak bei der ökumenischen Vernetzung der Militärseelsorgen der drei großen Buchreligionen im Rahmen der Association Military Christian Fellowship (AMCF) ein. Mit großer Anteilnahme trug er auch die internationale Öffnung auf Ebene der leitenden Militärgeistlichen mit. Seit 1990 findet jährlich eine internationale und interreligiöse Konferenz leitender Militärseelsorger (die Military Chiefs of Chaplains Conference) statt. Einer der Höhepunkte war die Begegnung mit Papst Johannes Paul II. im Rahmen der Chief of Chaplains-Tagung 1992 in Rom, an der Hanak teilnahm.
Schon zuvor hatte er sich um eine tragfähige Beziehung zur Katholischen Militärseelsorge bemüht. Innerhalb der Evangelischen Kirche in Österreich vertrat Julius Hanak viele Jahre die Militärseelsorge in der Generalsynode, ebenso jahrelang war er der Referent für Kirchenmusik im Evangelischen Oberkirchenrat sowie der Vorsitzende des „Österreichischen Missionsrates“.

### Ruhestand
Nach seiner Ruhestandsversetzung mit Ende des Jahres 1998 engagierte sich Julius Hanak in Salzburg, seinem Wohnort, in verschiedenen sozialen Bereichen. Über viele Jahre war er als Hochschulseelsorger in Salzburg tätig. Der ökumenischen und internationalen Arbeit blieb er weiterhin verbunden. So nahm er 2010 an der großen ökumenischen Versammlung in Edinburgh als einer der österreichischen Vertreter teil.
Sein besonderes Augenmerk galt aber sozial und seelsorgerlich besonders bedürftigen Menschen in tiefen existentiellen Krisen. So war er als Bewährungshelfer genauso aktiv wie in der Plattform für Menschenrechte sowie als Islam-Beauftragter der Superintendenz Salzburg-Tirol. Seit 1999 war er der evangelische Seelsorger für die im Polizeianhaltezentrum Salzburg in Schubhaft gehaltenen Menschen. Auch medial brachte er seine Anliegen immer an.
Für seine vielfältige ehrenamtliche Tätigkeit wie auch für sein Lebenswerk wurde er 2012 mit dem Verdienstzeichen des Landes Salzburg ausgezeichnet.
Am 3. Jänner 2020 wurde Hanak nach einem Gedenkgottesdienst in der Salzburger Christuskirche am Friedhof Aigen (Salzburg-Stadt) beerdigt.

## Würdigung
Alfred Stipanits, Hanaks Nachfolger als Militärsuperintendent, erinnert sich: „Es gehörte […] schon ein gerütteltes Maß an Tapferkeit dazu, sich als Militärpfarrer zum Pazifismus zu bekennen […]. Julius Hanak hat laut über die Grenzen des den Soldaten berechtigterweise abverlangten Gehorsams und den Vorrang des Gewissens unter bestimmten Bedingungen nachgedacht, als der 20. Juli 1944 und Namen wie Robert Bernardis im Bundesheer noch tabuisiert und der Erörterung entzogen waren.“
Bei seiner Ruhestandsversetzung im Jahr 1998 würdigte der damalige Bundesminister für Landesverteidigung, Werner Fasslabend, Julius Hanaks Erfolge bei der „Profilierung einer spezifisch evangelischen Militärseelsorge unter gleichzeitiger Bedachtnahme auf die Bedeutung der Ökumene“.

## Auszeichnungen
- 1964: Wehrzeichen 3. Klasse
- 1964: Heeresbergführerabzeichen
- 1974: Wehrzeichen 2. Klasse
- 1978: Österreichische Olympia-Medaille
- 1984: Wehrzeichen 1. Klasse
- 1999: Großes Silbernes Ehrenzeichen für Verdienste um die Republik Österreich
- 2003: Großes Goldenes Ehrenzeichen für Verdienste um die Republik Österreich
- 2008: Aus der Vergangenheit in die Zukunft … Julius Hanak zum 75. Geburtstag[14] Festschrift hg. von Oskar Sakrausky, Karl-Reinhart Trauner
- 2012: Verdienstzeichen des Landes Salzburg

## Schriften (Auswahl)
- Die evangelische Militärseelsorge im alten Österreich, unter besonderer Berücksichtigung ihrer Eingliederung in den kirchlichen Verband. In: Jahrbuch für die Geschichte des Protestantismus in Österreich 87 (1971) S. 3–140; 88 (1972) S. 3–74 (zugleich Diss., Wien 1970).
- Österreichs Verteidigungspolitik seit 1945 aus der Sicht der evangelischen Kirche. In: Militär und Ethik. Verteidigungspolitische Konzeptionen und christliche Ethik, hg. von Johann Berger–Franz Kernic (Wien 1988) 111–120
- Evangelische Militärseelsorge [Österreich]. In: Europäisches Militärseelsorge-Jahrbuch 1 (1991) S. 10–14.
- Der Soldat der Vereinten Nationen im Spannungsfeld multireligiöser Überzeugungen. In: Die Blauhelme. Im Einsatz für den Frieden, hg. von Ernst Koch (Frankfurt/Main–Bonn 1991) S. 187–195 (= Österreichische Militärische Zeitschrift 1/1992, S. 41–44)
- Notwendige Nähe. Die Bedeutung ökumenischer Beziehungen für die Arbeit in der Militärseelsorge aus der Sicht einer Diasporakirche. In: Warten in Geduld. Momentaufnahmen, hg. von Peter H. Blaschke (Hannover 1991) S. 160–169
- Evangelische Militärseelsorge in der Zweiten Republik. In: Roman-Hans Gröger, Claudia Ham, Alfred Sammer: Zwischen Himmel und Erde. Militärseelsorge in Österreich. Graz–Wien–Köln 2001, S. 171–175.
- mit Karl-Reinhart Trauner: Die evangelische Militärseelsorge im Österreichischen Bundesheer. In: Zum Schutz der Republik Österreich … Beiträge zur Geschichte des Österreichischen Bundesheeres, hg. von Wolfgang Etschmann–Hubert Speckner (= Schriften zur Geschichte des Österreichischen Bundesheeres Sonderband „50 Jahre Bundesheer“). Wien 2005, S. 223–234.
- Skizzen zur Evangelischen Militärseelsorge im Österreichischen Bundesheer der Zweiten Republik (bis 1995). In: Es gibt nie ein Zuviel an Seelsorge … 50 Jahre Evangelische Militärseelsorge im Österreichischen Bundesheer, hg. von Karl-Reinhart Trauner (= Schriften zur Geschichte des Österreichischen Bundesheeres 11). Wien 2007, 32–75